# Креаца (Илфов)
Креаца (рум. Creața) насеље је у Румунији у округу Илфов у општини Даскалу Креаца. Oпштина се налази на надморској висини од 81 m.

## Становништво
Према подацима из 2002. године у насељу је живело 174 становника, од којих су сви румунске националности.